# 南亞次大陸
南亚次大陆（又稱印巴次大陆或印巴孟次大陆），国际通称印度次大陆（英语：Indian Subcontinent），是南亞的一個地理區域。它位於印度板塊，從喜馬拉雅山脈向南延伸入印度洋，大体位于北纬8-37度，东经61-97度，总面积约为430万平方公里。由于受喜马拉雅山阻隔，形成一个相对独立的地理单元，雖然大于通常意义上的半島，面积又小於亞洲大陆，所以称为次大陆。在地緣政治定義上，它通常包括孟加拉國、不丹、印度、馬爾代夫、尼泊爾、巴基斯坦和斯里蘭卡等國家。印度次大陸和南亞這兩個術語經常交替使用來表示該地區，但南亞通常會包括阿富汗在內，而印度次大陸則不會。有時英屬印度洋領地也包括在內，聯合國亞洲地理方案甚至还把伊朗歸入南亞。
在地質學上，印度次大陸在白堊紀時期從岡瓦納大陸裂開，然後在近5500萬年前與歐亞大陸合併。從歷史上看，印度次大陸一直都是世界上人口最多的地區，在歷史上的任何時候都約佔世界人口的 20%-25%，現在人口為約18億。

## 名稱用法

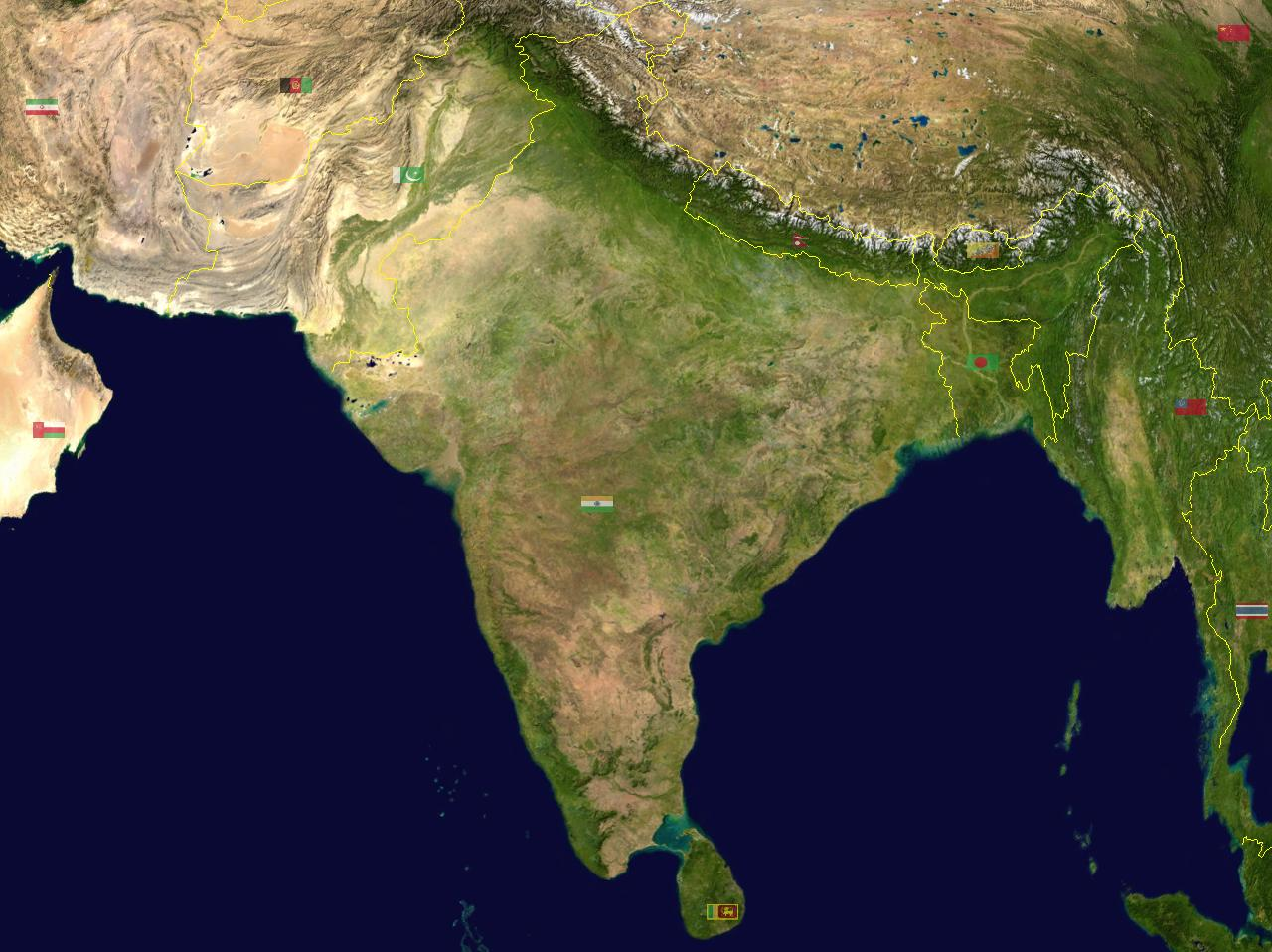
印度次大陸的衛星地圖

「印度次大陸」一詞多用於地球物理学方面，但並非地理術語。類似的「南亞」（和「東南亞」）則是地緣政治學較常用的稱呼。然後，有時包括印澳板塊以外（但接近）的地區，如西藏和緬甸。
「次大陸」一詞表示從大陸的剩餘部分「有一定的地理或政治獨立性」，或「廣濶而有較大或較小獨立性的大陸亞區」。
印度次大陆即为南亚次大陆，是由亚欧大陆板块与印度洋板块相互作用形成。

## 地質歷史
在始新世時期，印度次大陸是印度洋上的大陸性島嶼，原為岡瓦納古陸的一部分。

## 地理
印度次大陸是喜馬拉雅山脈和喀喇崑崙山脈以南、印度河和伊朗高原以東的半島形陸地，南延至阿拉伯海（向西南）與孟加拉灣（向東南）之間的印度洋。覆蓋約4,480,000平方公里（1,729,738平方英里）的土地，即亞洲大陸的百分之十。同時，佔亞洲人口的四成人口。
印度次大陸在板塊上獨立形成，印澳板塊（印度-澳洲板塊向北的部分）與歐亞大陸其餘部分分離。在與歐亞板塊撞合前，它曾經是一個小大陸，當時喜馬拉雅山脈和青藏高原還沒建立。現時，印澳板塊繼續向北漂移，使喜馬拉雅山脈每世紀攀升數厘米。在印度次大陸的西部邊界，印澳板塊與歐亞板塊形成了破壞性板塊邊界（destructive plate boundary）。另外，這裏地理特徵繁多，如冰河、熱帶雨林、谷地、沙漠和草原等，都是較大的大陸特有。

## 氣候
印度次大陸屬於季風氣候，完全與地中海氣候相反。季節不明顯，大致有兩季。南亞的南面吹熱帶季風，北面吹溫帶季風。天氣夏天潮濕悶熱，冬天乾燥涼爽。適宜種植黃麻、茶、稻和各種蔬菜。

## 政治
印度是印度次大陸舉足輕重的政治力量，這與其國土面積不無關係。它是該地區的最大國，約佔四分之三的土地印度擁有該地區最龐大的人口，大約是其餘六國人口總和的三倍。實行議會民主制和聯邦制。巴基斯坦是印度次大陸的第二大國，人口僅次於印度。印、巴兩國同樣是擁有核武器的國家。